# هيربي فيلدز
هيربي فيلدز (بالإنجليزية: Herbie Fields)‏ هو عازف جاز أمريكي، ولد في 24 مارس 1919 في اسبيري بارك في الولايات المتحدة، وتوفي في 17 سبتمبر 1958 في ميامي في الولايات المتحدة بسبب جرعة زائدة.

## وصلات خارجية
- هيربي فيلدز على موقع ميوزك برينز (الإنجليزية)
- هيربي فيلدز على موقع أول ميوزيك (الإنجليزية)
- هيربي فيلدز على موقع ديسكوغز (الإنجليزية)